# 赤松則英
赤松 則英（あかまつ のりひで）は、安土桃山時代の武将。赤松氏最後の（14代）当主とされる。阿波国住吉1万石領主。ただし、則英の存在は史料的に確認されていない。

## 略歴
赤松氏13代当主・赤松則房の次男として誕生（則房と同一人物との説、養子との説あり）。慶長3年（1598年）、父・則房の死により家督を相続する。慶長5年（1600年）の関ヶ原の戦いでは西軍に与し、大坂天王寺より平野口の警備を受け持ち、決戦前に石田三成の居城である佐和山城本丸に籠城した。東軍に寝返った小早川秀秋らの攻撃を受けて佐和山城は落城したが、則英は落城直前に逃亡したとされる。
逃亡後、福島正則を頼ったが、赦されず京都の戒光寺で自害させられた。